# Princess Seaways

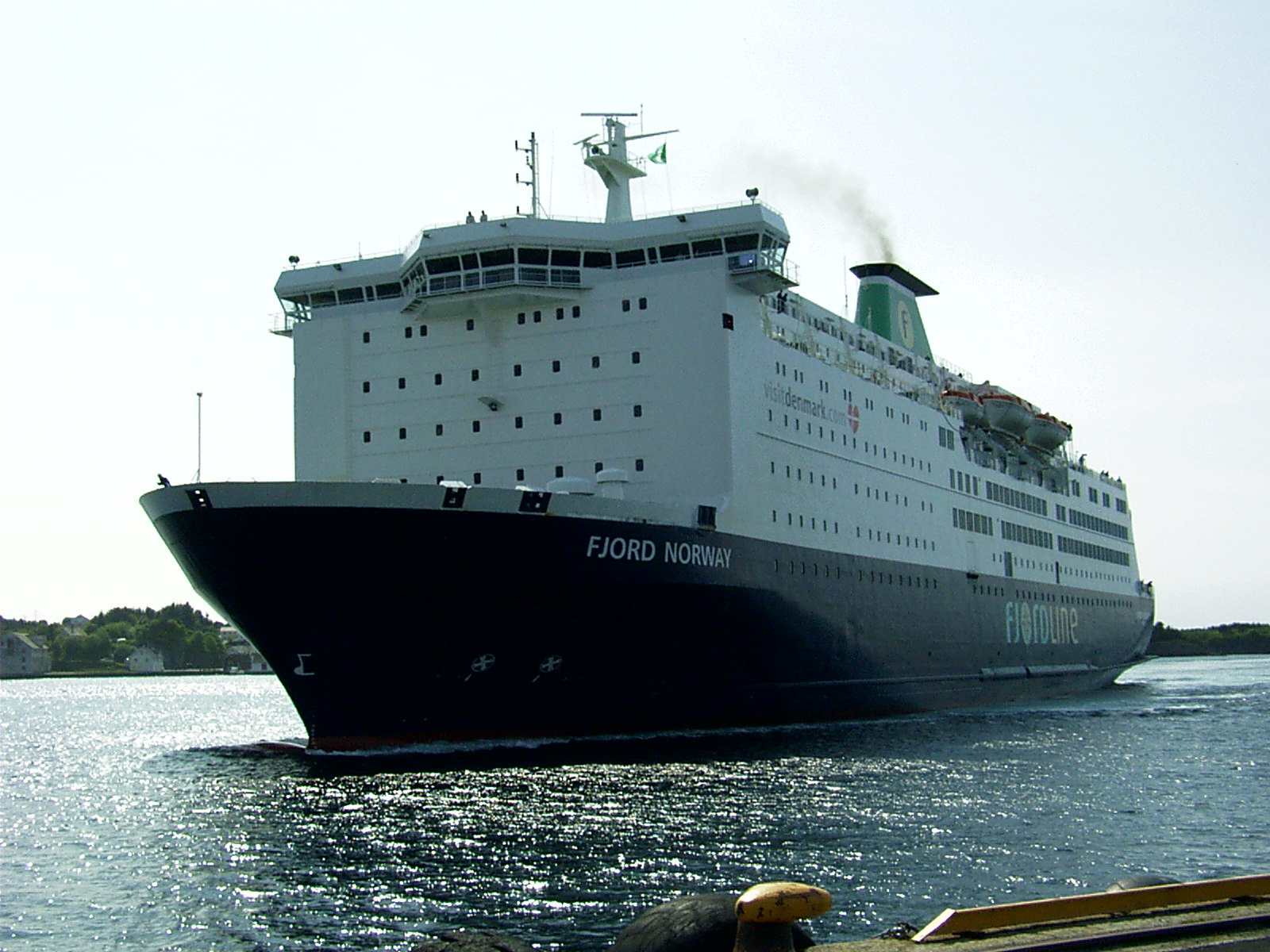
Fjord Norway beim Einlaufen in Haugesund 2003

Die Princess Seaways ist ein Fährschiff der dänischen Reederei DFDS, das auf der Route IJmuiden – Newcastle verkehrt.

## Geschichte
Das Schiff wurde von der Schichau Seebeckwerft AG in Bremerhaven als Peter Pan gebaut. Die Kiellegung fand 8. Juli, der Stapellauf am 30. November 1985 statt. Das Schiff wurde im Mai 1986 an die TT-Line abgeliefert, die es auf der Strecke Travemünde – Trelleborg einsetzte. 1993 wurde das Schiff an Transport of Tasmania verkauft und fuhr unter dem Namen Spirit of Tasmania auf der Route Devonport – Melbourne. 2002 erwarb die norwegische Reederei Fjord Line die Fähre. Nach Überführung als Spir nach Frederikshavn wurde das Schiff aufwendig renoviert und im April 2003 als Fjord Norway auf der Strecke Hanstholm – Egersund – Haugesund – Bergen in Dienst gestellt. Ab 2005 übernahm die Fjord Norway hauptsächlich die England-Route Bergen – Newcastle und zusätzlich einmal pro Woche die Dänemark-Route. Im September 2006 gab Fjord Line bekannt, dass Schiff und Route zum 16. Oktober 2006 an die Reederei DFDS verkauft würden. Am 16. Oktober 2006 wurde das Schiff in Princess of Norway umgetauft; gleichzeitig erfolgte eine Umflaggung nach Dänemark.
Seit dem 30. Mai 2007 wird das Schiff auf der Route IJmuiden – Newcastle eingesetzt, die es zusammen mit seinem Schwesterschiff, der King Seaways (ex. King of Scandinavia), bedient. Gleichzeitig wechselte die Queen of Scandinavia auf die Route Bergen – Newcastle. Die Gründe für den Schiffstausch waren zum einen die höhere Geschwindigkeit der Queen of Scandinavia und zum anderen die höhere PKW-Kapazität der Princess of Norway.
Im Februar 2011 wurde die Princess of Norway in Princess Seaways umbenannt.
Zur totalen Sonnenfinsternis am 20. März 2015, deren Zentrallinie durch die Färöer verlief, lag das Schiff am Anleger in Kollafjørður. Auf ihrer regulären Route (Amsterdam – Newcastle) gab es dadurch vom 12. bis zum 22. März nur alle zwei Tage eine Fährfahrt.
2019 schlossen DFDS Seaways und Moby Lines einen Vertrag zum Verkauf der King Seaways und der Princess Seaways. DFDS Seaways sollte im Gegenzug die Fähren Moby Aki und Moby Wonder von Moby Lines übernehmen. Jedoch konnte Moby Lines die Schiffe nicht vertragsgemäß übergeben, woraufhin DFDS Seaways im Oktober 2019 den Vertrag stornierte.

## Einrichtungen
An Bord befinden sich u. a. Restaurants, Bars, Cafeteria, Kino, Casino, Internetcafé, Spielparadies, Aufenthaltsräume und Einkaufsmöglichkeiten.

## Schwesterschiffe
- King Seaways (ex King of Scandinavia, Val de Loire, Nils Holgersson)
- GNV Atlas (ex Pride of Portsmouth, Olau Britannia)
- GNV Cristal (ex Pride of Le Havre, Olau Hollandia)

## Deckspläne

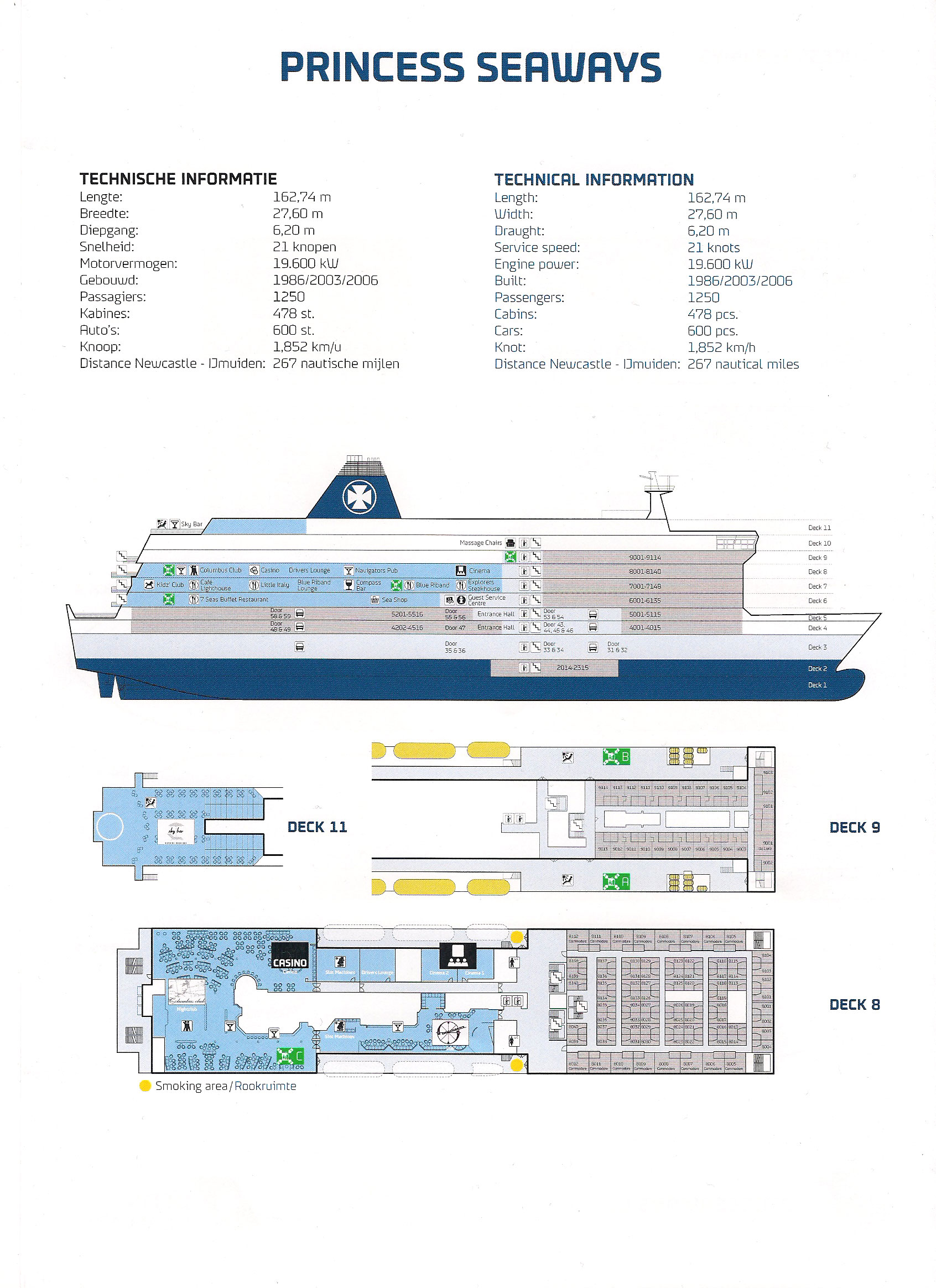
Decksplan der Princess Seaways
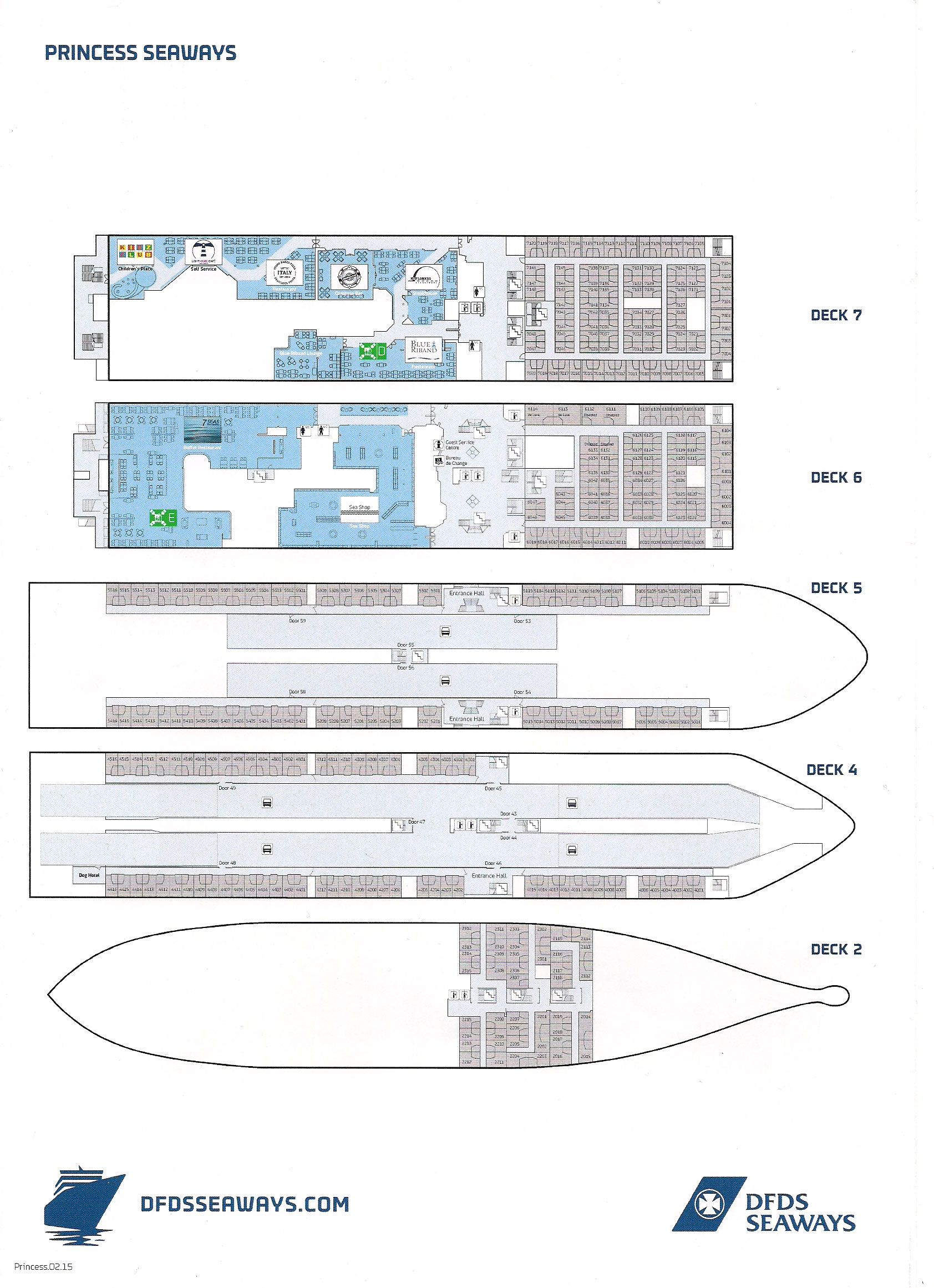
Decksplan der Princess Seaways